# Otto Christoph aus dem Winckel
Otto Christoph aus dem Winckel (* 5. Oktober 1665 in Oppin; † 14. Dezember 1738 in Wettin) war Erb- und Gerichtsherr auf Wettin und Kriegsdorf sowie Besitzer der Burg Wettin, der Stammburg der Wettiner, an deren Erhalt er maßgeblich beteiligt war. Daneben gelangte er über seine Ehefrau auch in den Besitz von Schloss Zedtlitz.

## Leben
Er stammte aus dem Adelsgeschlecht aus dem Winckel. Sein Vater war Hans Georg aus dem Winckel (1633–1674), seine Mutter Helene Susanne von Bodenhausen-Wulffrode (1643–1686).
1689 heiratete er die Tichter von Bodo von Gladebeck, Christina Lucia von Gladebeck (1671–1723), Erbin von Schloss Zedtlitz, das ihre Mutter 1706 im zeitgemäßen Barockstil neu aufbauen ließ.
Da seine Ehefrau bereits vor ihm starb, wurde er 1738 von seinem einzigen Sohn Bodo Wilhelm aus dem Winckel beerbt, der zu diesem Zeitpunkt bereits auf Schloss Zedtlitz lebte.